# Mesochorus punctifrons
Mesochorus punctifrons là một loài tò vò trong họ Ichneumonidae.